# Clase Tango
El proyecto 641B Som (en ruso 641Б «Сом», pez gato). Llamado por la OTAN como clase Tango, fue una clase submarinos diésel-eléctricos construida por la Armada Soviética durante la Guerra Fría.

## Desarrollo

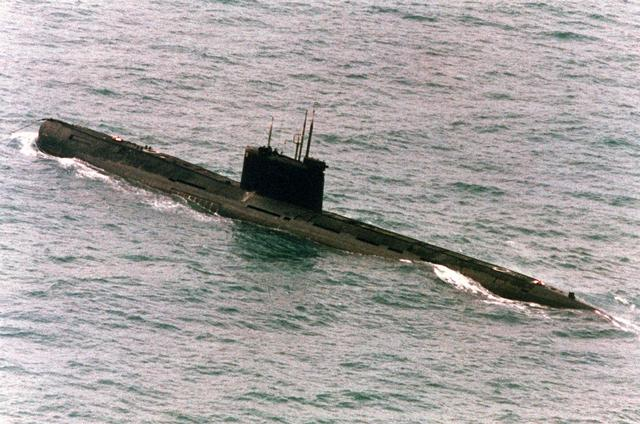
Clase"Tango".

El proyecto 641B fue un desarrollo adicional directo del exitoso proyecto 641, que reemplazó la producción en 1971 para las necesidades de la Armada Soviética, mientras que su clase predecesora continuó produciéndose para la exportación.
La oficina de desarrollo "Rubin" diseñó la nueva clase de submarinos. Aunque a primera vista difiere solo un poco de su antecesor 641, se han realizado grandes cambios. El Proyecto 641B recibió un sensor rediseñado y un sistema de comunicación, así como una forma de casco optimizada para la navegación bajo el agua, que fue tan efectiva por primera vez el Proyecto 641B se sumergió más rápido que en la superficie. A esto se agregó un nuevo concepto de disposición y tipo de armamento. Por lo tanto, el tipo de embarcación se considera la tercera generación en la construcción de submarinos diésel soviéticos.

## Tecnología

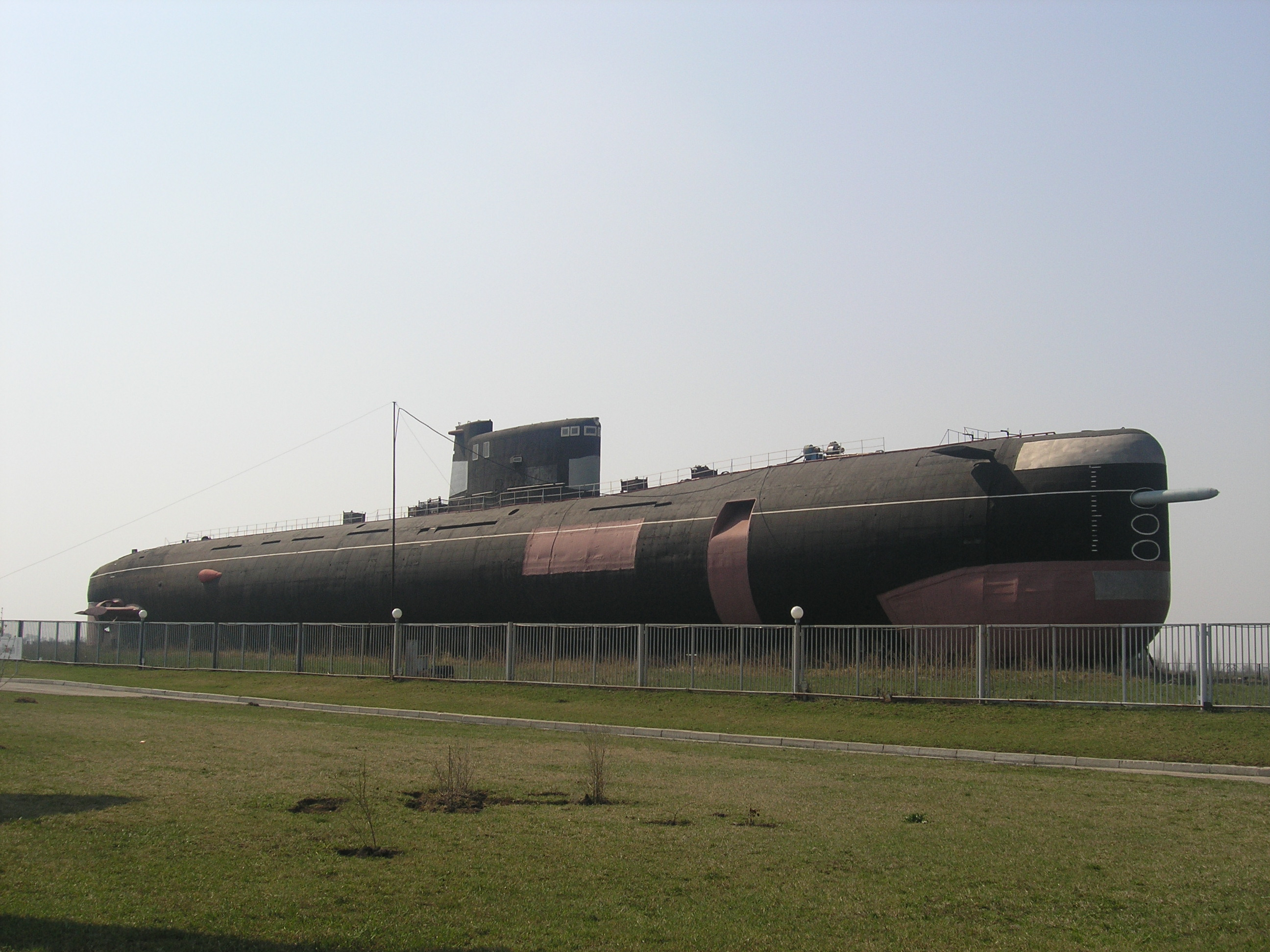
Clase"Tango" B-396 en Togliatti.

### Casco
En comparación con los submarinos del Proyecto 641, esta clase tenía un casco más hidrodinámico. Además estaba cubierto con placas de goma, de modo que los impulsos de búsqueda de los sistemas de sonar opuestos se absorbieron y no se reflejaron. El ahorro de espacio dentro del casco de presión, logrados al eliminar partes del armamento, permitieron a cada marinero tener su propio litera. Como resultado, varios marineros ya no tuvieron que compartir litera.

### Propulsión
El Proyecto 641B estaba equipado con tres motores diésel marinos 2Д42М, cada uno con 1.900 caballos de potencia (1.397 kW). Estos motores proporcionaron fuerza motriz al quemar fuel oil y oxígeno del aire ambiente. Este sistema funcionó solo cuando se podía suministrar suficiente aire exterior, es decir, en la superficie o durante el buceo en aguas poco profundas. El snorkel fue instalado a popa en la torre. En la superficie se pudieron alcanzar 13 nudos. 
En inmersión, dos motores eléctricos ПГ101, cada uno con 1.350 caballos de potencia (993 kW), impulsaron los dos ejes exteriores, el eje del medio impulsado por un motor eléctrico ПГ102 de 2.700 hp (1.985 kW). La energía se almacenaba en 4 baterías de plomo-ácido modelo 60СУ con 112 elementos. Así se alcanzaron hasta 15 nudos. Alternativamente, el eje central podía ser impulsado por un motor eléctrico ПГ104 de 140 hp (103 kW), también conocido como motor de velocidad silenciosa, o económica, que consumía mucha menos energía y era mucho más silencioso que el ПГ102.

### Autonomía
Las reservas de combustible permitían una autonomía de 14,000 millas náuticas a una velocidad de 7 nudos. Con las baterías completamente cargadas se podrían cubrir 450 millas náuticas sumergidos a 2.5 nudos con los motores eléctricos,.

### Sensores

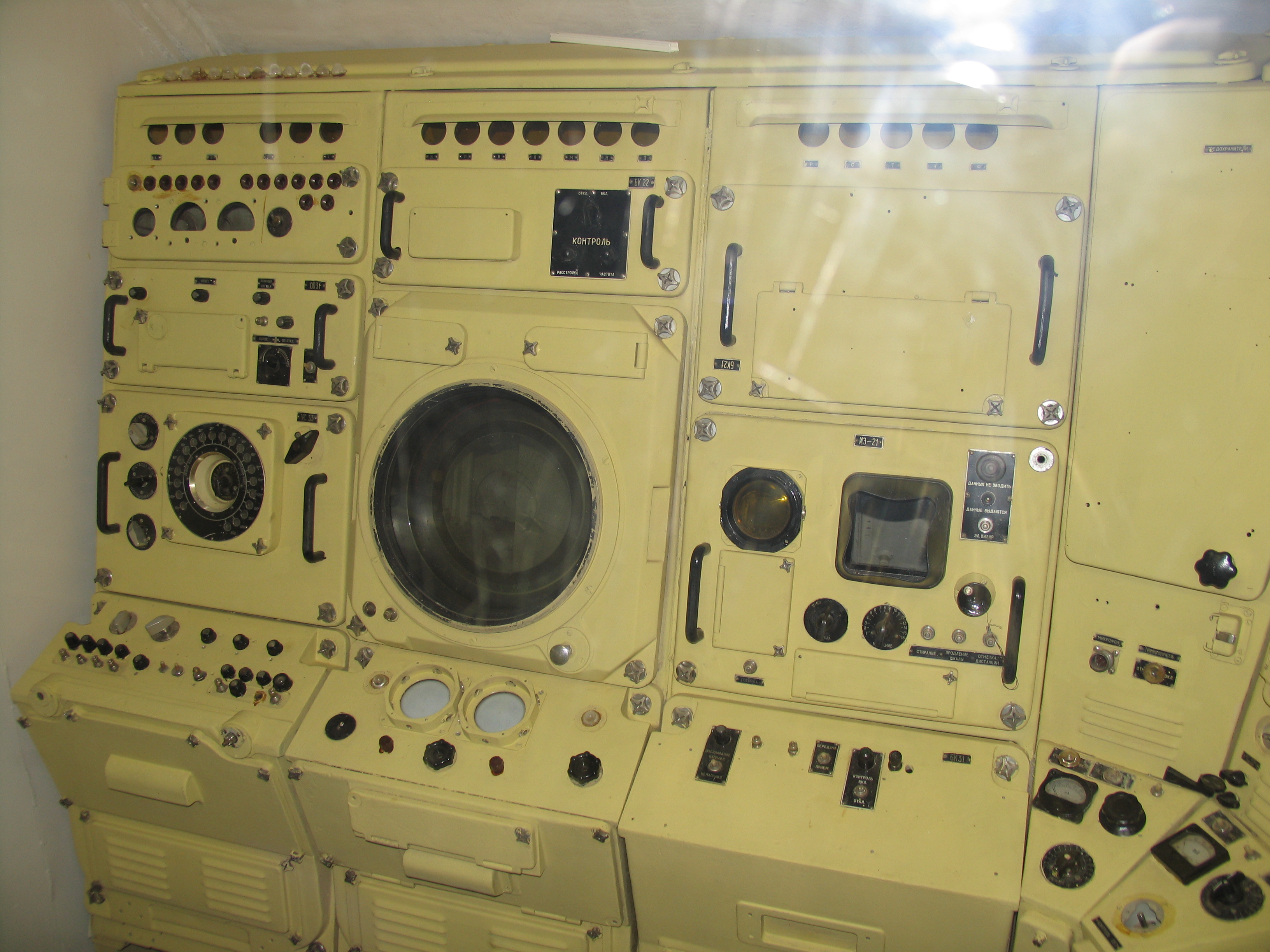
La estación de sonar dentro del cuerpo de presión con la pantalla, los sistemas de grabación y las pantallas de control analógicas individuales para todos los circuitos del sensor de sonar

El sistema de sonar del Proyecto 641B fue apodado "Rubicon" y fue un rediseño a partir de finales de los años sesenta. Las grandes dimensiones y el gran peso del nuevo sonar tuvieron influencia en el equilibrio del submarino, por lo que parte de los componentes se alojó en su propio casco de presión para compensar el peso del sistema de sonar con la flotabilidad adicional.
El sonar se alojó en la mitad inferior de la proa, tenía una forma básica cilíndrica y se utilizaron por primera vez tiristores cuya información se transmitió a través del preamplificador a la estación de sonar dentro del casco de presión del barco. La información se mostró allí y se grababa tanto electromecánicamente como en papel para crear una biblioteca de perfiles de sonido.

### Armamento

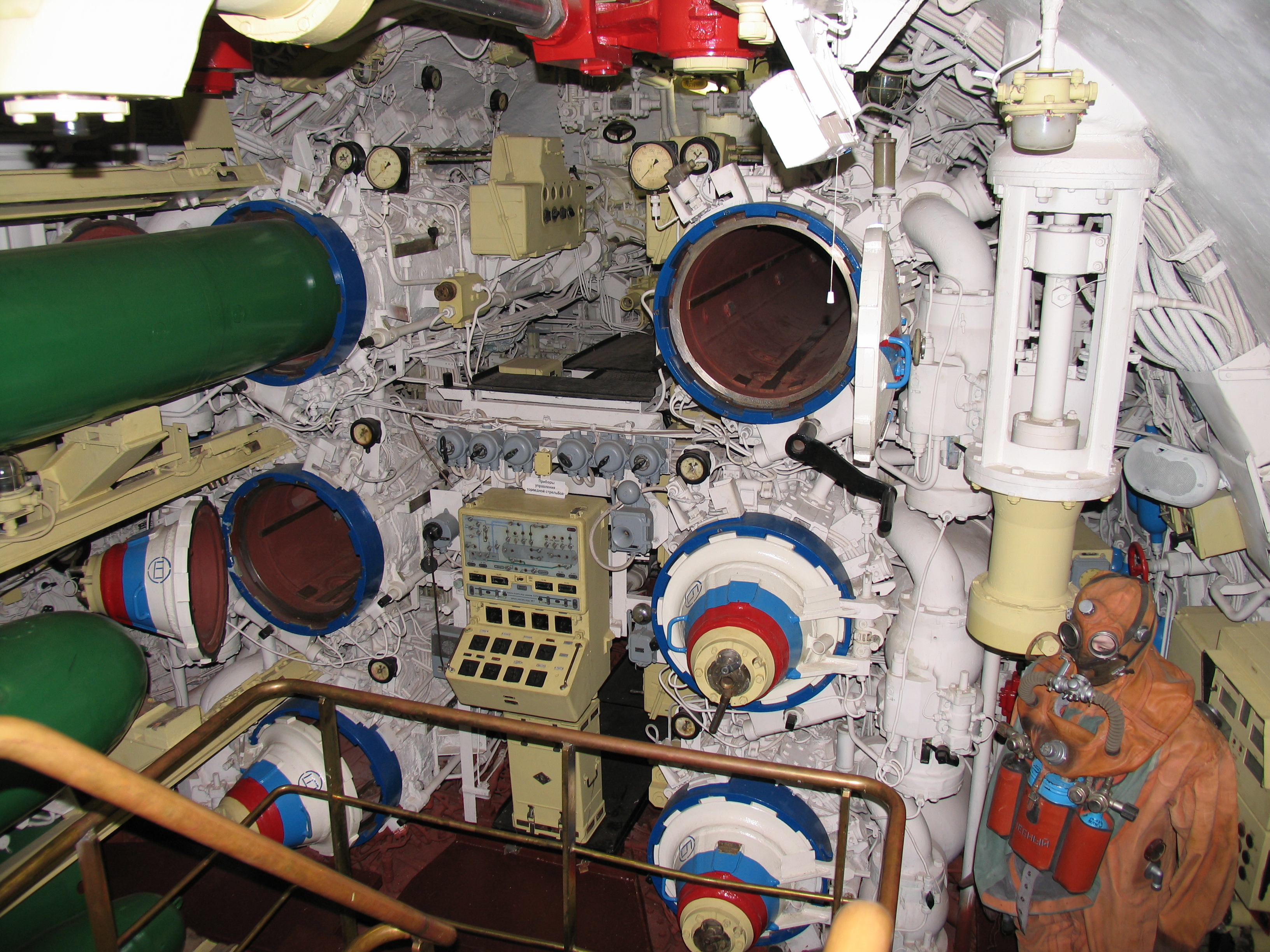
Compartimiento de torpedo clase "Tango" B-396.

Cada submarino estaba equipado con seis tubos lanzatorpedos a proa del calibre estándar de 533 mm. Podrían transportarse 24 torpedos de varios tipos o 44 minas como reserva de municiones. Los tubos de torpedo de popa se han eliminado, por lo que había mucho más espacio disponible en el interior. La eliminación de torpedos de popa tenía pocas desventajas tácticas, ya que los tipos de torpedos modernos también podían atacar objetivos en el cuadrante trasero después de disparar desde los tubos de proa.
Si bien el proyecto 641 predecesor fue diseñado solo para torpedos contra objetivos de superficie, los barcos del proyecto 641B podían usar por primera vez torpedos antisubmarinos. Los modelos tradicionales como el 53-65M y el 53-65K se complementaron con el torpedo TEST 71M.
El torpedo TEST 71M, en contraste con sus predecesores en un sistema para control remoto mediante un cable de control. se complementó de dirección de alambre por un sensor sonar activo en la nariz torpedo forma que el mando de un barco podría decidir si la pistola de dirección de alambre, fue depuesto sin emisiones sonar activo reveladores, o de autodirección con sonar activo. El arma tenía casi ocho metros de largo, alcanzó velocidades de hasta 40 nudos y llevaba una cabeza de combate de 205 kilogramos con detonador de proximidad. Los objetivos podrían ser rastreados y atacados a profundidades entre 2 y 400 metros.

## Unidades
De 1971 a 1982, un total de 18 unidades de esta clase fueron construidas y puestas al servicio de la Armada Soviética. Sus tareas principales incluían el uso contra buques de superficie y misiones de defensa submarina. Los barcos del proyecto 641B permanecieron al servicio activo de la Armada rusa hasta finales de los años noventa, con el último (B-308) siendo dado de baja en 2016 en Sebastopol. Hasta la fecha, todos han sido desechados, están en flotas de reserva o se han convertido en museos.
Navíos museo:
- B-307: expuesto en AvtoVAZ Technical Museum, Tolyatti, Rusia;
- B-396: a flote en el embalse de Tuhsino, Museo Naval de Moscú;
- B-515: a flote en Baakenhafen, Hamburgo.

Torres de mando:
Al menos 3 torres de mando de submarinos de la clase Tango han sido preservadas: B-319 en Polyarny, B-474 en Riazán y B-308 en el Mistral Hotel & Spa, distrito Intra de Moscú.

### Vistas de museos

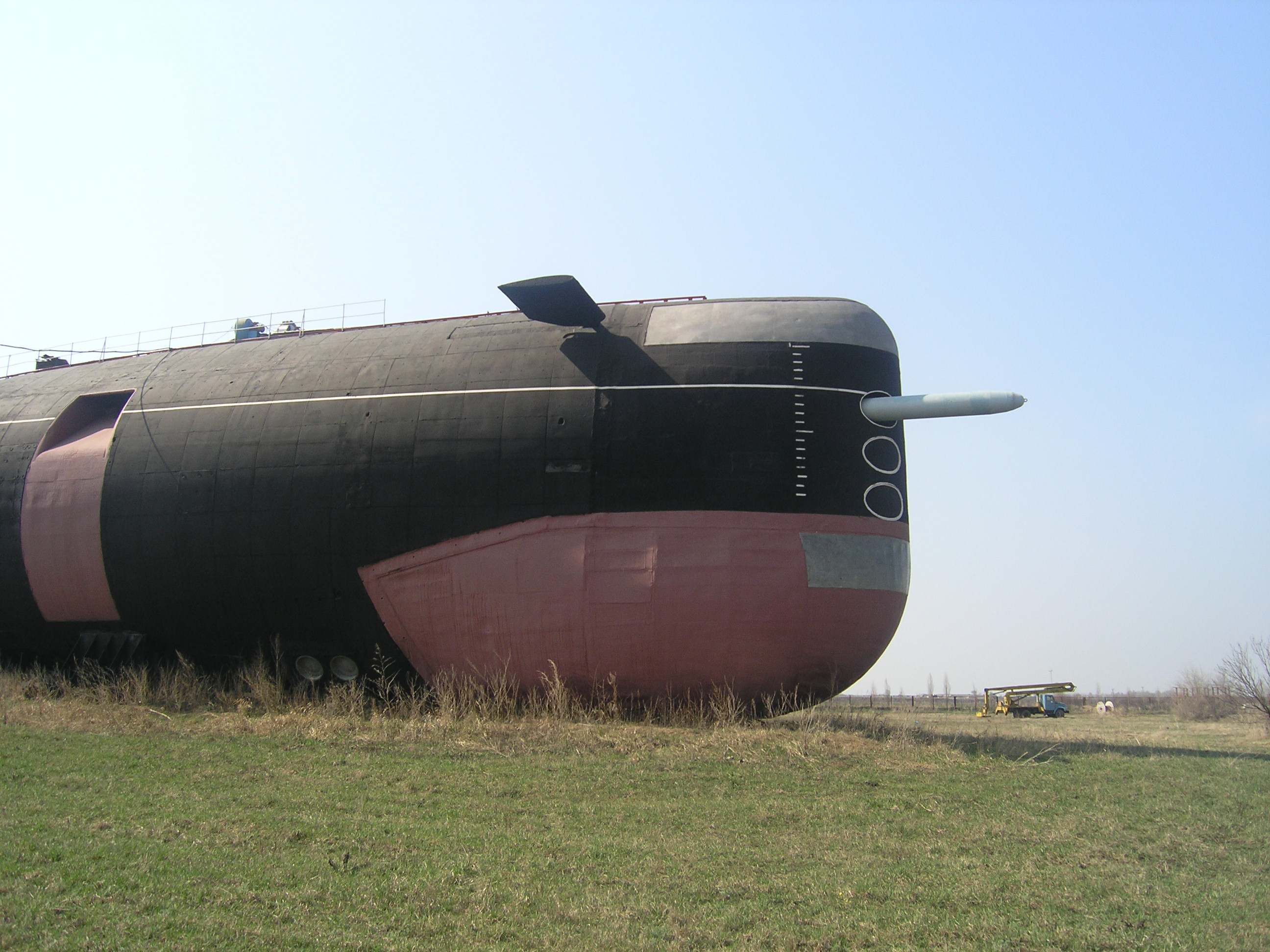
Proa del B-307 proyecto 641B con la tapa del sensor sonar "Rubicon" pintada en rosa en la parte inferior
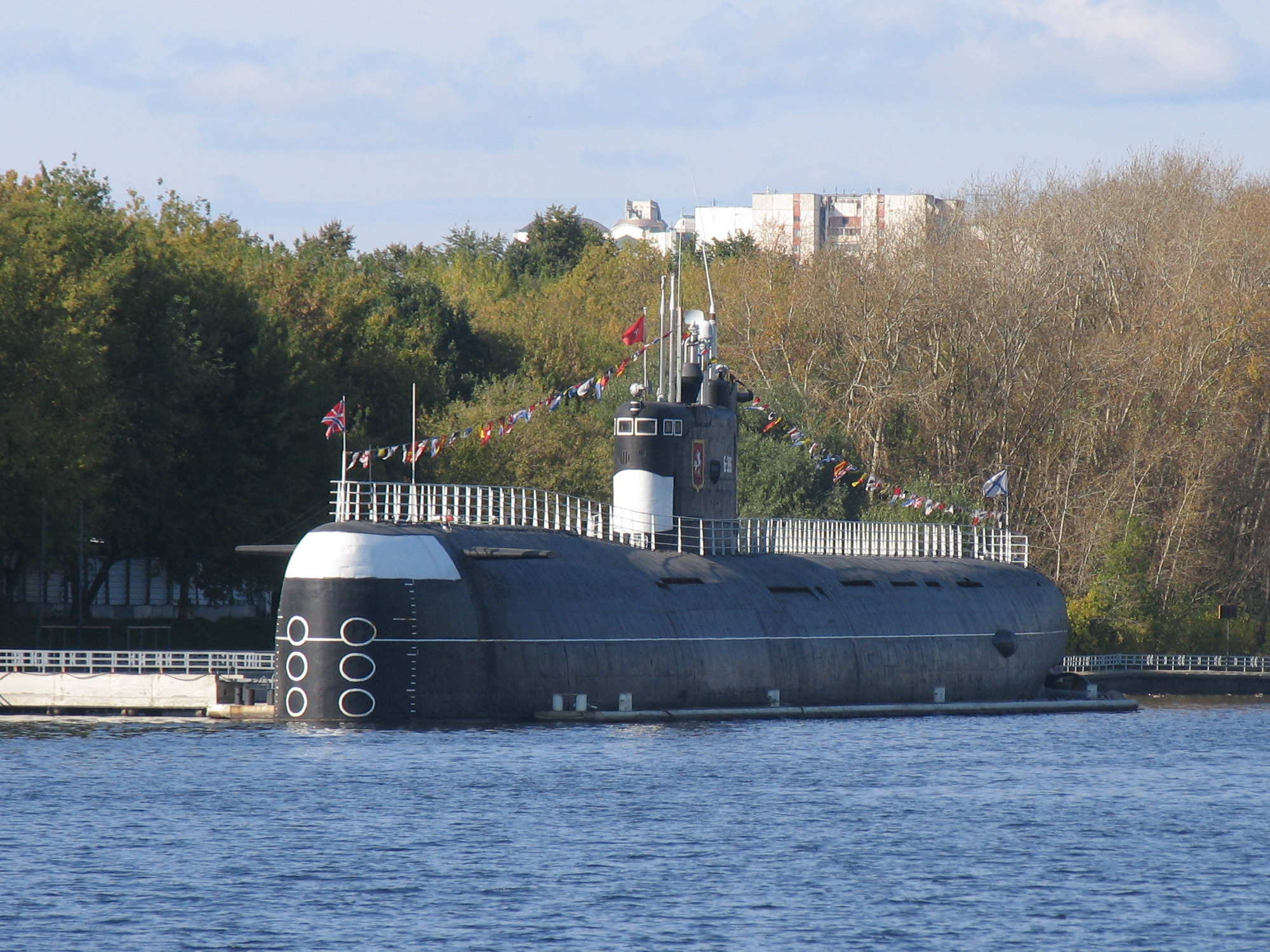
B-396, Museo de la Marina, Moscú
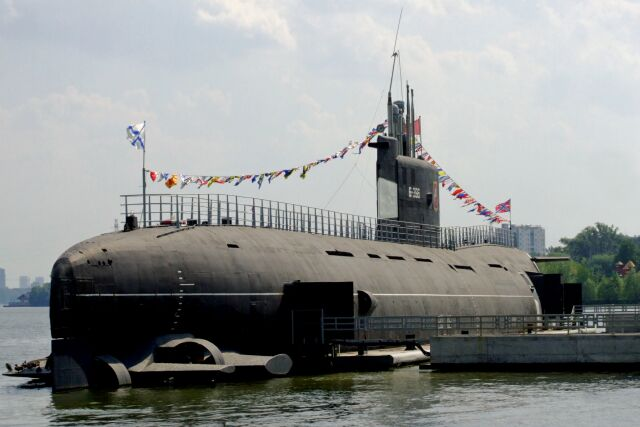
B-396, Museo de la Marina, Moscú.
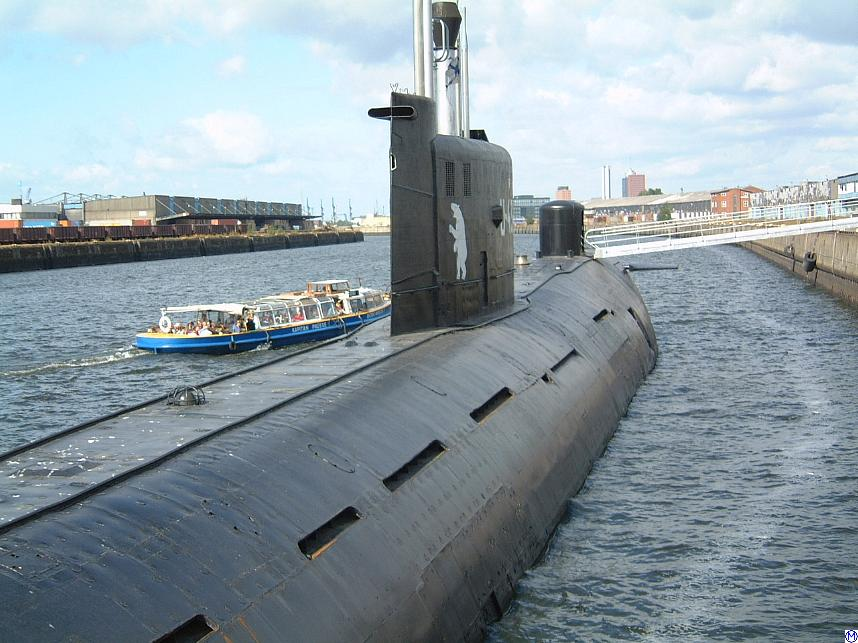
B-515, Hamburgo
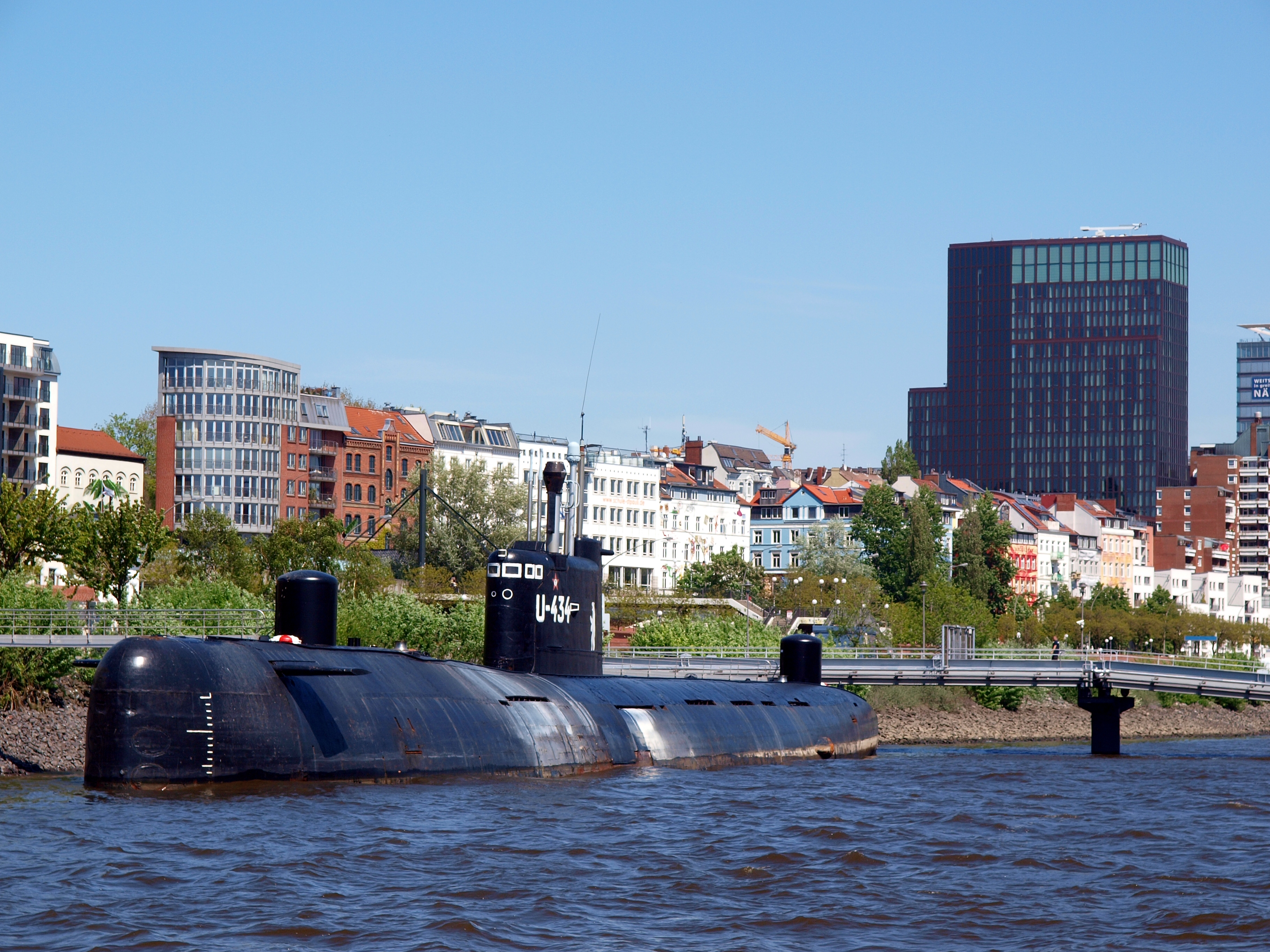
B-515, Hamburgo